# بایوهزرد مجری-۴بعدی
بایوهازارد مجری-۴بعدی (به انگلیسی: Biohazard 4D-Executer)، فیلمی سه بعدی بیوپانک  در سری رزیدنت ایول بوده که در سال ۲۰۰۰، توسط شرکت ژاپنی کپ‌کام منتشر شد. این فیلم ۲۰ دقیقه‌ای فقط به زبان ژاپنی منتشر شد.

## داستان
داستان این فیلم کوتاه در مورد تیمی از سرویس امنیتی شرکت آمبرلا است که به رهبری کلاوس به شهر راکون فرستاده شدند تا از دکتر کمرون که پژوهشگر شرکت آمبرلا بود، محافظت کنند، اما با یک حادثه بیولوژیکی مواجه می‌شوند.

## بازیگران
ماساکی آیزاوا (کلاوس)
هیدتو اریهیرا (اد)
یوریکا هینو (دکتر کمرون)
هیروتو توریهاتا (راجر)